# 6969 Santaro
A 6969 Santaro (ideiglenes jelöléssel 1991 VF5) a Naprendszer kisbolygóövében található aszteroida. Satoru Otomo fedezte fel 1991. november 4-én.